# Магнітна зйомка
Магнітна зйомка (рос. магнитная съемка, англ. magnetic survey; нім. Magnetaufnahme f) – сукупність вимірювань елементів геомагнітного поля при пошуках і розвідці родовищ корисних копалин, геологічному картуванні. При М.з. виконують вимірювання величин, що характеризують зміну магнітного поля Землі в просторі. Вимірюють модуль (або його приріст) вектора індукції геомагнітного поля або відносне значення вертикального (рідше горизонтального) компонента поля або їх похідних (градієнтів). Для вимірювання використовуються магнітометри і магнітні градієнтометри. Розрізнюють наземну, аеро-, гідро- М.з., а також зйомку в підземних виробках і свердловинах. Відстані між пунктами реєстрації при М.з. залежать від характеру завдань, що вирішуються. При вивченні глобальних закономірностей геомагнітного поля воно складає десятки і сотні км, при геол. картуванні, тектонічному районуванні, пошуках і розвідці родов. корисних копалин – від дек. м до дек. км. 